# مؤسسة السحاب الإعلامية
مؤسسة السحاب الإعلامية هي الذراع الإعلامي لتنظيم القاعدة. أول إنتاج لها كان في 2001 ظهر فيه آدم يحيى غدن. أنتجت مؤسسة السحاب أفلام وثائقية وإصدارات مرئية وصوتية لزعماء القاعدة، بالإضافة إلى المقاطع المُصورة، وغير ذلك من الملفات، ففي عام 2007 فقط أصدرت 97 شريط فيديو زيادة ستة أضعاف عن عام 2005.

## الإنتاج
تستخدم المؤسسة أساليب المونتاج والتصوير والتقنية الحديثة في إنتاج المقاطع المرئية والملفات، وتصدر الملفات باللغة العربية وفي أغلب الأحيان تحتوي على الترجمة الإنجليزية أو ترجمات أخرى حسب المنطقة المُوجه إليها الإصدار.
تعتقد الولايات المتحدة والمخابرات البريطانية أن المؤسسة تُدار بواسطة آدم يحيى غدن الذي ترك أمريكا للانضمام إلى تنظيم القاعدة في باكستان في عام 1998.

## وصلات خارجية
- Knowledge Is For Acting Upon: The Manhattan Raid Part 1
- Knowledge Is For Acting Upon: The Manhattan Raid Part 2